# Касавіна Олена Борисівна
Касавіна Олена Борисівна (17 квітня 1952, Біла Церква, УРСР, СРСР) — радянська і українська художниця, режисерка-мультиплікаторка. Членкиня Національної спілки кінематографістів України. Членкиня міжнародної асоціації аніматорів «Асіфа», лауреатка багатьох міжнародних премій.

## Освіта
- Закінчила архітектурний факультет Київського художнього інституту (1976).
- Закінчила дворічні курси аніматорів при студії «Київнаукфільм». Спеціальність — художник-аніматор (1983).
- Вищі курси сценаристів і режисерів (м. Москва), майстерня Ф. С. Хитрука і Ю. Б. Норштейна — спеціальність анімаційного кіно. Режисер, педагог (1989).

## Робота
- 1983—2008 рр. — Об'єднання художньої анімації кіностудії «Київнаукфільм» (згодом — студія «Укранімафільм»). Художниця-аніматорка, режисерка-постановниця анімаційного фільму. Керівниця курсів з навчання художниць/ків-аніматорок/ів.
- 1993 і по цей день — Київський національний університет театру, кіно і телебачення. Кафедра кінорежисури, факультет режисерів анімаційного кіно. Посада — старша викладачка анімації.
- 1997—2000 рр. — «Boston-Animation» (м. Київ), американська фірма по виробництву анімаційних комп'ютерних ігор. Головна аніматорка, артдиректорка.
- 2000—2008 рр. — керівниця анімаційних майстерень для дітей в Україні на МКАФ КРОК та за кордоном.
- 2007 — майстер курсу «Художник-аніматор», «Перша Національна Школа Телебачення».

## Фільмографія
Художниця-аніматорка:

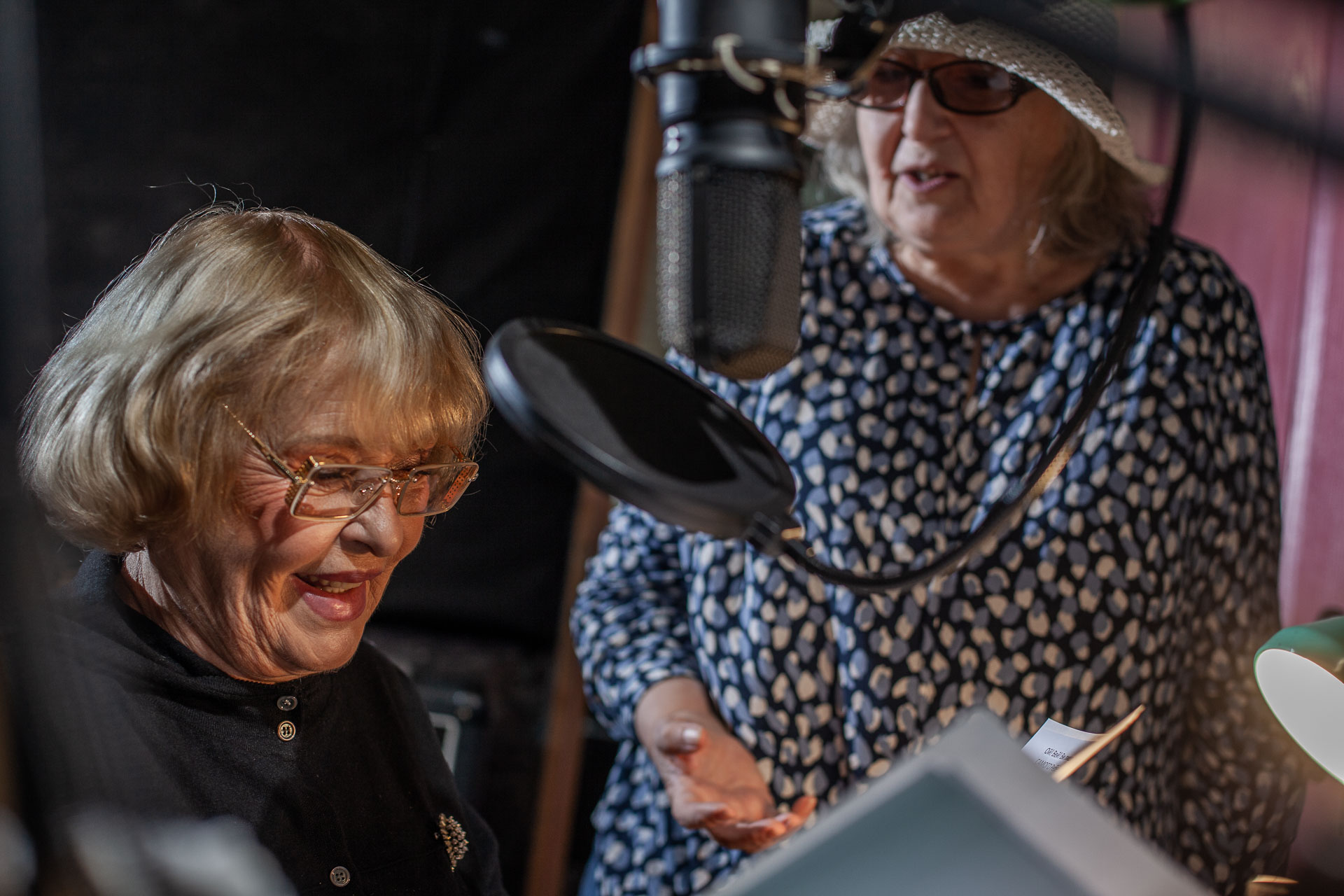
Ада Роговцева та Олена Касавіна за звукозаписом «Бобе майсес» українською

- «Як Петрик П'яточкін слоників рахував» (1984)
- «Колискова» (1984)
- «Погляд» (1984)
- «Лікар Айболить» (1984—1985, 4, 5, 7 серії)
- «Із життя пернатих» (1985)
- «Сампо з Лапландії» (1985)
- «Знахідка» (1986)
- «Трудолюбива бабуся» (1986)
- «Друзі мої, де ви?» (1987)
- «Вікно» (1987)
- «Де ти, мій коню?..» (1988)
- «Острів скарбів» (1988)
- «Три Паньки» (1989)
- «Енеїда» (1991)

Режисерка:
- «Ми — жінки. Найгарніша» (1988, сценаристка; режисерський дебют)
- «Бобе майсес» (1993, сценаристка у співавторстві з Е. Кіричем; мультфільм за мотивами єврейського фольклору[1])
- «Уявіть собі» (2013, єврейська казка) — цикл «Гора самоцвітів» (Росія) та ін.